# Gare de Yunokami-onsen
 (septembre 2021).
Si vous disposez d'ouvrages ou d'articles de référence ou si vous connaissez des sites web de qualité traitant du thème abordé ici, merci de compléter l'article en donnant les références utiles à sa vérifiabilité et en les liant à la section « Notes et références ».
La gare de Yunokami-onsen (湯野上温泉駅, Yunokami-onsen-eki) est une gare ferroviaire du bourg de Shimogō au Japon. Elle est exploitée par la compagnie Aizu Railway.

## Situation ferroviaire
La gare de Yunokami-onsen est située au point kilométrique (PK) 22,7 de la ligne Aizu.

## Historique
La gare a été inaugurée le 22 décembre 1932 sous le nom de gare de Yunokami. Elle prend son nom actuel en 1987.

## Service des voyageurs

### Accueil
La gare dispose d'un bâtiment voyageurs, avec guichets, ouvert tous les jours.

### Desserte
- Ligne Aizu :
  - direction Aizu-Tajima et Aizukōgen-Ozeguchi
  - direction Aizu-Wakamatsu